# Samsung Galaxy S20
Samsung Galaxy S20 este un smartphone proiectat, dezvoltat, comercializat și făcut de Samsung Electronics ca parte din seria Galaxy S. Acesta este succesorul lui Samsung Galaxy S10 si a fost prezentat la evenimentul Galaxy Unpacked a lui Samsung pe 11 Februarie 2020.
Linia S20 conține flagship-ul Galaxy S20, Galaxy S20+ și Galaxy S20 Ultra. Modelele se diferențiau prin mărimea ecranului și prin un model mai mare focalizat a camerei. Upgrade-uri cheie față de modelul precedent sunt: în plus de îmbunătățirea specificațiilor, include un ecran cu 120 Hz rată de reîmprospătare, un sistem de cameră îmbunătățit suportând înregistrare video pânâ la 8K și un zoom super-rezoluție de 30-100×, în funcție de model.
Telefonul a fost lansat pe 6 Martie 2020 în Statele Unite și în Europa pe 13 martie 2020. Prețurile de lansare ale Galaxy S20, Galaxy S20+, Galaxy S20 Ultra au început de la $999, $1199, $1399.
Este primul smartphone care să primească certificație USB fast-charger de la USB Implementers Forum (USB-IF).